# Podział administracyjny Kościoła katolickiego w Sudanie
Podział administracyjny Kościoła katolickiego w Sudanie – w ramach Kościoła katolickiego w Sudanie odrębne struktury mają:
- Kościół katolicki obrządku łacińskiego (Kościół rzymskokatolicki)
- Kościół melchicki (Kościół wschodni)
- Kościół syryjski (Kościół wschodni)

Podział administracyjny Kościoła rzymskokatolickiego w Sudanie i Sudanie Południowym. Numery odpowiadają diecezjom:
Sudan:
1 – El Obeid
2 – Chartum
Sudan Południowy:
3 – Wau
4 – Rumbek
5 – Malakal
6 – Tombura-Jambio
7 – Yei
8 – Dżuba
9 – Torit

## Obrządek łaciński
W jego ramach funkcjonuje 1 metropolia, w skład której wchodzi 1 archidiecezja i 1 diecezja:

### Metropolia Chartum
- Archidiecezja Chartumu
  - Diecezja Al-Ubajjid

## Obrządek melchicki
W jego ramach funkcjonuje jedna jednostka terytorialna zależna od patriarchy Antiochii:
- Terytorium patriarsze Egiptu i Sudanu

## Obrządek syryjski
W jego ramach funkcjonuje jedna jednostka terytorialna zależna od patriarchy syryjskiego:
- Terytorium patriarsze Sudanu i Sudanu Południowego